# Швеція на зимових Олімпійських іграх 1964

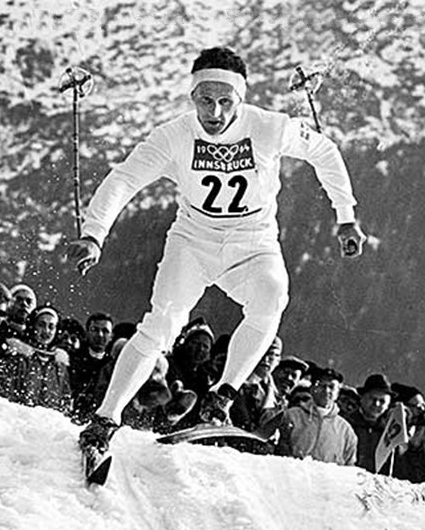
Сікстен Єрнберг 1964 року

Швеція брала участь у Зимових Олімпійських іграх 1964 року в Інсбруку (Австрія) удев'яте за свою історію, і завоювала три золоті, три срібні та одну бронзову медалі. Збірну країни представляли 57 спортсменів (49 чоловіків і 8 жінок) у 8 видах спорту.

## Медалі
| Швеція на олімпіаді 1964 року в Інсбруку | Швеція на олімпіаді 1964 року в Інсбруку | Швеція на олімпіаді 1964 року в Інсбруку | Швеція на олімпіаді 1964 року в Інсбруку | Швеція на олімпіаді 1964 року в Інсбруку                           |
| Медаль                                   | Спортсмен | Вид спорту                               | Дисципліна                               | Результат                                                          |
| ---------------------------------------- | --- | ---------------------------------------- | ---------------------------------------- | ------------------------------------------------------------------ |
| Золото                                   | Сікстен Єрнберг | Лижні гонки                              | 50 км                                    | 2.43.52,6                                                          |
| Золото                                   | Йонні Нільссон | Ковзанярський спорт                      | 10 000 метрів                            | 15.50,1                                                            |
| Золото                                   | Карл-Оке Асп Сікстен Єрнберг Янне Стефанссон Ассар Реннлунд | Лижні перегони                           | 4х10 км, естафета, чоловіки              | 2.18.34,6                                                          |
| Срібло                                   | Ассар Реннлунд | Лижні перегони                           | 50 км                                    | 2.44.58,2                                                          |
| Срібло                                   | Барбру Мартінссон Брітт Страндберг Тойні Густафссон | Лижні перегони                           | 3х5 км, естафета, жінки                  | 57.51,0                                                            |
| Срібло                                   | Челль Свенссон Леннарт Хеггрот Герт Блуме Нільс Юханссон Роланд Стольтц Берт-Ола Нордландер Нільс Нільссон Рональд Петтерссон Ларс-Ерік Лундвалль Ейлерт Мєєття Андерс Андерссон Ульф Стернер Карл-Йоран Еберг Свен «Тумба» Юханссон Уно Ерлунд Ганс Мільд Леннарт Юханссон | Хокей                                    | Збірна Швеції з хокею з шайбою           | 12-1 ITA 1-3 CAN 7-4 USA 7-0 FIN 10-2 GER 12-0 SUI 2-4 URS 8-3 TCH |
| Бронза                                   | Сікстен Єрнберг | Лижні гонки                              | 15 км                                    | 51.42,2                                                            |